# Cyanomitra verticalis
La nettarinia testaverde (Cyanomitra verticalis (Latham, 1790)) è una specie di uccello della famiglia Nectariniidae.

## Distribuzione e habitat
Si trova in Angola, Benin, Burkina Faso, Burundi, Camerun, Repubblica Centrafricana, Repubblica del Congo, Repubblica Democratica del Congo, Costa d'Avorio, Guinea Equatoriale, Gabon, Gambia, Ghana, Guinea, Guinea-Bissau, Kenya, Liberia, Malawi, Mali, Nigeria, Ruanda, Senegal, Sierra Leone, Sudan, Tanzania, Togo, Uganda, e Zambia.